# ميغيل أنخيل كاستيلو
ميغيل أنخيل كاستيلو (بالإسبانية: Miguel Ángel Castillo)‏ هو لاعب كرة قدم تشيلي في مركز الوسط، ولد في 25 أغسطس 1972 في سانتياغو في تشيلي. لعب مع كلوب ليون.

## وصلات خارجية
- ميغيل أنخيل كاستيلو على موقع قاعدة بيانات كرة القدم.إي يو (الإنجليزية)
- ميغيل أنخيل كاستيلو على موقع ناشيونال فوتبول تيمز (الإنجليزية)
- ميغيل أنخيل كاستيلو على موقع عالم كرة القدم.نت (الإنجليزية)